# Чемпіонат світу з легкої атлетики 1993
Чемпіонат світу з легкої атлетики 1993 був проведений 13-22 серпня на Стадіоні імені Готтліба Даймлера в Штутгарті.

## Призери

### Чоловіки
| Дисципліна                | Золото                                                                                                 | Золото      | Срібло | Срібло   | Бронза                                                    | Бронза   |
| ------------------------- | --- | ----------- | --- | -------- | --------------------------------------------------------- | -------- |
| 100 метрів                | Лінфорд Крісті Велика Британія                                                                         | 9,87 ER     | Андре Кейсон США | 9,92     | Денніс Мітчелл США                                        | 9,99     |
| 200 метрів                | Френкі Фредерікс Намібія                                                                               | 19,85 CR AR | Джон Реджіс Велика Британія                                                                                         | 19,94    | Карл Льюїс США                                            | 19,99    |
| 400 метрів                | Майкл Джонсон США                                                                                      | 43,65       | Батч Рейнольдс США                                                                                                  | 44,13    | Самсон Кітур Кенія                                        | 44,54    |
| 800 метрів                | Пол Руто Кенія                                                                                         | 1.44,71     | Джузеппе д'Урсо Італія                                                                                              | 1.44,86  | Біллі Кончеллах Кенія                                     | 1.44,89  |
| 1500 метрів               | Нуреддін Морселі Алжир                                                                                 | 3.34,24     | Фермін Качо Іспанія                                                                                                 | 3.35,56  | Абді Біле Сомалі                                          | 3.35,96  |
| 5000 метрів               | Ісмаель Кіруї Кенія                                                                                    | 13.02,75    | Хайле Гебрселассіє Ефіопія                                                                                          | 13.03,17 | Фіта Баїсса Ефіопія                                       | 13.05,40 |
| 10000 метрів              | Хайле Гебрселассіє Ефіопія                                                                             | 27.46,02    | Мозес Тануї Кенія                                                                                                   | 27.46,54 | Річард Челімо Кенія                                       | 28.06,02 |
| 110 метрів з бар'єрами    | Колін Джексон Велика Британія                                                                          | 12,91 WR    | Тоні Джарретт Велика Британія                                                                                       | 13,00    | Джек Пірс США                                             | 13,06    |
| 400 метрів з бар'єрами    | Кевін Янг США                                                                                          | 47,18       | Самуель Матете Замбія                                                                                               | 47,60    | Вінтроп Грехем Ямайка                                     | 47,62    |
| 3000 метрів з перешкодами | Мозес Кіптануї Кенія                                                                                   | 8.06,36 CR  | Патрік Санг Кенія                                                                                                   | 8.07,53  | Алессандро Ламбрускіні Італія                             | 8.08,78  |
| 4×100 метрів              | СШАДжон Драммонд Андре Кейсон Денніс Мітчелл Лерой Баррелл Келвін Сміт (забіг)                         | 37,48       | Велика БританіяКолін Джексон Тоні Джарретт Джон Реджіс Лінфорд Крісті Джейсон Джон (забіг) Даррен Брейтвейт (забіг) | 37,77 ER | КанадаРоберт Есмі Гленрой Гілберт Бруні Сурін Етлі Махорн | 37,83 NR |
| 4×400 метрів              | СШАЕндрю Валмон Квінсі Воттс Батч Рейнольдс Майкл Джонсон Антоніо Петтігрю (забіг) Дерек Міллс (забіг) | 2.54,29 WR  | КеніяКеннеді Очієнг Саймон Кембой Абеднего Матілу Самсон Кітур                                                      | 2.59,82  | НімеччинаРіко Лідер Карстен Юст Олаф Генсе Томас Шенлебе  | 2.59,99  |
| Марафон                   | Марк Платьєс США                                                                                       | 2:13.57     | Лукец Свартбой Намібія                                                                                              | 2:14.11  | Берт ван Вландерен Нідерланди                             | 2:15.12  |
| Ходьба 20 кілометрів      | Валенті Массана Іспанія                                                                                | 1:22.31     | Джованні де Бенедіктіс Італія                                                                                       | 1:23.06  | Данієль Пласа Іспанія                                     | 1:23.18  |
| Ходьба 50 кілометрів      | Хесус Анхель Гарсія Іспанія                                                                            | 3:41.41     | Валентин Кононен Фінляндія                                                                                          | 3:42.02  | Валерій Спіцин Росія                                      | 3:42.50  |
| Стрибки у висоту          | Хав'єр Сотомайор Куба                                                                                  | 2,40 CR     | Артур Партика Польща                                                                                                | 2,37     | Стів Сміт Велика Британія                                 | 2,37     |
| Стрибки з жердиною        | Сергій Бубка Україна                                                                                   | 6,00 CR     | Григорій Єгоров Казахстан                                                                                           | 5,90 AR  | Максим Тарасов РосіяІгор Транденков Росія                 | 5,80     |
| Стрибки в довжину         | Майк Пауелл США                                                                                        | 8,59        | Станіслав Тарасенко Росія                                                                                           | 8,16     | Віталій Кириленко Україна                                 | 8,15     |
| Потрійний стрибок         | Майк Конлі США                                                                                         | 17,86       | Леонід Волошин Росія                                                                                                | 17,65    | Джонатан Едвардс Велика Британія                          | 17,44    |
| Штовхання ядра            | Вернер Гюнтер Швейцарія                                                                                | 21,97       | Ренді Барнс США | 21,80    | Олександр Багач Україна                                   | 20,40    |
| Метання диска             | Ларс Рідель Німеччина                                                                                  | 67,72       | Дмитро Шевченко Росія                                                                                               | 66,90    | Юрген Шульт Німеччина                                     | 66,12    |
| Метання молота            | Андрій Абдувалієв Таджикистан                                                                          | 81,64 AR    | Ігор Астапкович Білорусь                                                                                            | 79,88    | Тібор Гечек Угорщина                                      | 79,54    |
| Метання списа             | Ян Железний Чехія                                                                                      | 85,98 CR    | Кіммо Кіннунен Фінляндія                                                                                            | 84,78    | Мік Гілл Велика Британія                                  | 82,96    |
| Десятиборство             | Ден О'Браєн США                                                                                        | 8817 CR     | Едуард Хямяляйнен Білорусь                                                                                          | 8724     | Пауль Маєр Німеччина                                      | 8548     |

### Жінки
| Дисципліна             | Золото                                                                                                   | Золото      | Срібло | Срібло   | Бронза                                                                                | Бронза    |
| ---------------------- | --- | ----------- | --- | -------- | ------------------------------------------------------------------------------------- | --------- |
| 100 метрів             | Ґейл Діверс США                                                                                          | 10,82 CR    | Мерлін Отті Ямайка | 10,82 CR | Гвен Торренс США                                                                      | 10,89     |
| 200 метрів             | Мерлін Отті Ямайка                                                                                       | 21,98       | Гвен Торренс США | 22,00    | Ірина Привалова Росія                                                                 | 22,13     |
| 400 метрів             | Джерл Майлз США                                                                                          | 49,82       | Наташа Кайзер-Браун США                                                                                               | 50,17    | Сенді Річардс Ямайка                                                                  | 50,44     |
| 800 метрів             | Марія Мутола Мозамбік                                                                                    | 1.55,43 AR  | Любов Гуріна Росія | 1.57,10  | Елла Ковач Румунія                                                                    | 1.57,92   |
| 1500 метрів            | Лю Дун КНР                                                                                               | 4.00,50     | Соня О'Саллівен Ірландія                                                                                              | 4.03,48  | Гассіба Булмерка Алжир                                                                | 4.04,29   |
| 3000 метрів            | Цюй Юнься КНР                                                                                            | 8.28,71 CR  | Чжан Ліньлі КНР | 8.29,25  | Чжан Ліжун КНР                                                                        | 8.31,95   |
| 10000 метрів           | Ван Цзюнься КНР                                                                                          | 30.49,30 CR | Чжун Хуаньді КНР | 31.12,55 | Саллі Барсосіо Кенія                                                                  | 31.15,38  |
| 100 метрів з бар'єрами | Ґейл Діверс США                                                                                          | 12,46 AR    | Марина Азябіна Росія                                                                                                  | 12,60    | Лінда Толберт США                                                                     | 12,67     |
| 400 метрів з бар'єрами | Саллі Ганнелл Велика Британія                                                                            | 52,74 WR    | Сандра Фармер-Патрік США                                                                                              | 52,79 AR | Маргарита Пономарьова Росія                                                           | 53,48     |
| 4×100 метрів           | РосіяОльга Богословська Галина Мальчугіна Наталія Воронова Ірина Привалова Марина Транденкова (забіг)    | 41,49 CR    | СШАМішель Фінн Гвен Торренс Венді Верін Ґейл Діверс Шейла Еколс (забіг)                                               | 41,49 CR | ЯмайкаМішель Фрімен Джульєт Кемпбелл Ніколь Мітчелл Мерлін Отті Далія Дугейні (забіг) | 41,94 =NR |
| 4×400 метрів           | СШАГвен Торренс Мейсел Мелоун Наташа Кайзер-Браун Джерл Майлз Террі Денді (забіг) Мішель Коллінз (забіг) | 3.16,71 CR  | РосіяОлена Рузіна Тетяна Алексеєва Маргарита Пономарьова Ірина Привалова Олена Голешева (забіг) Віра Сичугова (забіг) | 3.18,38  | Велика БританіяЛінда Кіоф Філіс Сміт Трейсі Годдард Саллі Ганнелл                     | 3.23,41   |
| Марафон                | Асарі Дзюнко Японія                                                                                      | 2:30.03     | Мануела Машаду Португалія                                                                                             | 2:30.54  | Абе Томое Японія                                                                      | 2:31.01   |
| Ходьба 10 кілометрів   | Сарі Ессая Фінляндія                                                                                     | 42.59       | Ілеана Сальвадор Італія                                                                                               | 43.08    | Енкарна Гранадос Іспанія                                                              | 43.21     |
| Стрибки у висоту       | Йоамнет Кінтеро Куба                                                                                     | 1,99        | Сільвія Коста Куба | 1,97     | Зігрід Кірхманн Австрія                                                               | 1,97 NR   |
| Стрибки в довжину      | Гайке Дрекслер Німеччина                                                                                 | 7,11        | Лариса Бережна Україна                                                                                                | 6,98     | Рената Нільсен Данія                                                                  | 6,76      |
| Потрійний стрибок      | Анна Бірюкова Росія                                                                                      | 15,09 WR    | Йоланда Чен Росія | 14,70    | Іва Пранджева Болгарія                                                                | 14,23     |
| Штовхання ядра         | Хуан Чжихун КНР                                                                                          | 20,57       | Світлана Кривельова Росія                                                                                             | 19,97    | Катрін Наймке Німеччина                                                               | 19,71     |
| Метання диска          | Ольга Чернявська Росія                                                                                   | 67,40       | Данієла Костьян Австралія                                                                                             | 65,36    | Мінь Чуньфен КНР                                                                      | 65,26     |
| Метання списа          | Тріне Гаттестад Норвегія                                                                                 | 69,18       | Карен Форкель Німеччина                                                                                               | 65,80    | Наталія Шиколенко Білорусь                                                            | 65,64     |
| Семиборство            | Джекі Джойнер-Керсі США                                                                                  | 6837        | Сабіне Браун Німеччина                                                                                                | 6797     | Світлана Бурага Білорусь                                                              | 6635      |

## Медальний залік
| Місце                | Країна               | Золото | Срібло | Бронза | Загалом |
| -------------------- | -------------------- | ------ | ------ | ------ | ------- |
| 1                    | США                  | 13     | 7      | 5      | 25      |
| 2                    | КНР                  | 4      | 2      | 2      | 8       |
| 3                    | Росія                | 3      | 8      | 5      | 16      |
| 4                    | Велика Британія      | 3      | 3      | 4      | 10      |
| 4                    | Кенія                | 3      | 3      | 4      | 10      |
| 6                    | Німеччина            | 2      | 2      | 4      | 8       |
| 7                    | Іспанія              | 2      | 1      | 2      | 5       |
| 8                    | Куба                 | 2      | 1      | 0      | 3       |
| 9                    | Фінляндія            | 1      | 2      | 0      | 3       |
| 10                   | Ямайка               | 1      | 1      | 3      | 5       |
| 11                   | Україна              | 1      | 1      | 2      | 4       |
| 12                   | Ефіопія              | 1      | 1      | 1      | 3       |
| 13                   | Намібія              | 1      | 1      | 0      | 2       |
| 14                   | Алжир                | 1      | 0      | 1      | 2       |
| 14                   | Японія               | 1      | 0      | 1      | 2       |
| 16                   | Мозамбік             | 1      | 0      | 0      | 1       |
| 16                   | Норвегія             | 1      | 0      | 0      | 1       |
| 16                   | Таджикистан          | 1      | 0      | 0      | 1       |
| 16                   | Чехія                | 1      | 0      | 0      | 1       |
| 16                   | Швейцарія            | 1      | 0      | 0      | 1       |
| 21                   | Італія               | 0      | 3      | 1      | 4       |
| 22                   | Білорусь             | 0      | 2      | 2      | 4       |
| 23                   | Ірландія             | 0      | 1      | 0      | 1       |
| 23                   | Австралія            | 0      | 1      | 0      | 1       |
| 23                   | Замбія               | 0      | 1      | 0      | 1       |
| 23                   | Казахстан            | 0      | 1      | 0      | 1       |
| 23                   | Польща               | 0      | 1      | 0      | 1       |
| 23                   | Португалія           | 0      | 1      | 0      | 1       |
| 29                   | Австрія              | 0      | 0      | 1      | 1       |
| 29                   | Болгарія             | 0      | 0      | 1      | 1       |
| 29                   | Данія                | 0      | 0      | 1      | 1       |
| 29                   | Канада               | 0      | 0      | 1      | 1       |
| 29                   | Нідерланди           | 0      | 0      | 1      | 1       |
| 29                   | Румунія              | 0      | 0      | 1      | 1       |
| 29                   | Сомалі               | 0      | 0      | 1      | 1       |
| 29                   | Угорщина             | 0      | 0      | 1      | 1       |
| Загалом (36 збірних) | Загалом (36 збірних) | 44     | 44     | 45     | 133     |